# Macraspis bicincta
Macraspis bicincta är en skalbaggsart som beskrevs av Hermann Burmeister 1844. Macraspis bicincta ingår i släktet Macraspis och familjen Rutelidae. Inga underarter finns listade i Catalogue of Life.